# Kiślaki (powiat de Mońki)
Pour les articles homonymes, voir Kiślaki.
Kiślaki est un village polonais du district administratif de Mońki, dans le powiat de Mońki, voïvodie de Podlachie, au Nord-Est du pays. Il est situé à environ 7 km à l'Ouest de Mońki et à 45 km au Nord-Ouest de la capitale régionale Białystok.